# Dzong de Tashichho
Le dzong de Tashichho (བཀྲ་ཤིས་ཆོས་རྫོང ; Tassisudon dans les encyclopédies anciennes) est un monastère bouddhiste fortifié bhoutanais situé sur la rive ouest du Wang Chu, au nord de la ville de Thimphou. Son nom signifie « Forteresse de la Religion Glorieuse ».
Depuis la création de la monarchie en 1907, c'est le siège officiel du Druk Desi aussi appelé Dharma Raja. Situé sur la rive ouest de la rivière Thimphou il fait office de capitale d'été du pays. 
Siège du gouvernement du Bhoutan depuis 1952, il abrite actuellement la salle du trône et les bureaux du roi, le Secrétariat et les ministères de l'Intérieur et des Finances. D'autres ministères sont installés dans des bâtiments voisins. Pendant les mois d'été, il abrite la résidence du Je Khenpo et du Corps monastique central.

## Galerie
| Photo du dzong de Tashichho en 1921 |
| Le dzong de Tashichho en 1921       |

| Photo du dzong de Tashichho en hiver prise depuis Lanjopakha en 2008 |
| Le dzong de Tashichho en hiver                                       |

| Le Utse, tour centrale du dzong de Tashichho |
| Le Utse, tour centrale du dzong de Tashichho |

| Photo du dzong de Tashichho illuminé la nuit prise depuis Lanjopakha |
| Le dzong de Tashichho la nuit                                        |

| Photographie du festival Tsechu au dzong de Tashichho |
| Le festival Tsechu au dzong de Tashichho              |